# Siliciummonoxide
Siliciummonoxide is een anorganische verbinding van silicium en zuurstof, met als brutoformule SiO. De stof komt voor als een donkere amorfe vaste stof, die onoplosbaar is in water. Hoewel het op Aarde amper natuurlijk voorkomt, is het het meest voorkomende oxide van silicium in het heelal. Het is waargenomen in bepaalde kosmische objecten.

## Synthese
Siliciummonoxide wordt bereid door verhitting van silicium met siliciumdioxide bij 1250°C onder vacuüm. Het ontstane siliciummonoxide bevindt zich hier nog in de gasfase. Langzame afkoeling zou leiden tot disproportionering. Daarom wordt het gas heel bruusk afgekoeld door het te leiden over een zeer koud oppervlak.

## Eigenschappen en reacties
Op Aarde wordt siliciummonoxide door aanwezigheid van zuurstof in de atmosfeer snel geoxideerd tot siliciumdioxide:
{\displaystyle {\ce {2SiO + O2 -> 2SiO2}}}
Bij het verhitting van siliciummonoxide boven 600°C valt het door disproportionering uiteen in silicium en siliciumdioxide:
{\displaystyle {\ce {2SiO -> SiO2 + Si}}}